# Lista episoadelor din Zeke și Luther
Zeke și Luther este un serial care rulează la Disney Channel

## Sumar
| România | România | România  | România          | România            |
| Sezon   | Sezon   | Episoade | Primul episod    | Ultimul episod     |
| ------- | ------- | -------- | ---------------- | ------------------ |
|         | 1       | 21 / 21  | 7 noiembrie 2009 | 17 septembrie 2010 |
|         | 2       | 23 / 26  | 19 martie 2011   | 21 decembrie 2011  |

| Statele Unite | Statele Unite | Statele Unite | Statele Unite     | Statele Unite    |
| Sezon         | Sezon         | Episoade      | Primul episod     | Ultimul episod   |
| ------------- | ------------- | ------------- | ----------------- | ---------------- |
|               | 1             | 21            | 15 iunie 2009     | 1 februarie 2010 |
|               | 2             | 26            | 15 martie 2010    | 6 decembrie 2010 |
|               | 3             | 26            | 28 februarie 2011 | 2 aprilie 2012   |

## Sezonul 1: 2009-2010
| # | # / Sezon | Titlu                                             | Regizat de           | Scris de       | Premieră Originală | Premieră, România  | Cod |
| --- | --------- | ------------------------------------------------- | -------------------- | -------------- | ------------------ | ------------------ | --- |
| 1 | 1         | „Băieții sunt Pro” „Bros Go Pro”                  | Joe Menendez         | Jason Jordan   | 15 iunie 2009      | 7 noiembrie 2009   | 108 |
| Ginger îi face pe Zeke și Luther să facă o cascadorie de skateboarding. Prostindu-se prin camera lor de hotel aproape că ratează evenimentul. Cei doi ajung totuși, și încearcă săritura. În final primesc 1.50 RONi, atât le-a rămas după ce au plătit pentru daunele din camera de hotel, cei doi sunt de acord să își cumpere niște dropsuri. |           |                                                   |                      |                |                    |                    |     |
| 2 | 2         | „Livrare de gogoși” „Dough Job”                   | Gregory Hobson       | Boyd Hale      | 22 iunie 2009      | 7 noiembrie 2009   | 105 |
| Zeke și Luther se angajează la Gogoșile lui Don, pentru a putea plăti pentru noi componente de skateboard. Luther e asaltat de copii mici care vor gogoși gratis, în timp ce Zeke face livrări frecvente unei fete obsedate pe nume Lisa Grubner care îl place. În final Zeke o lămurește pe Lisa, iar Luther se "răzbună" pe copii. |           |                                                   |                      |                |                    |                    |     |
| 3 | 3         | „Distruge și Învață” „Crash and Learn”            | Savage Steve Holland | Tom Burkhard   | 29 iunie 2009      | 14 noiembrie 2009  | 110 |
| Zeke și Luther distrug accidental grădina vecinului lor morocănos, și dau vina pe Kojo. După ce scapă deghizați, dar sunt invitați la cină de vecinul lor(care le cauzează o grămadă de vinovăție), cei doi mărturisesc și își acceptă pedeapsa. |           |                                                   |                      |                |                    |                    |     |
| 4 | 4         | „Zeke și Luther Caută Sponsori” „Pilot”           | Fred Savage          | Matt Dearborn  | 6 iulie 2009       | 21 noiembrie 2009  | 101 |
| Zeke și Luther încearcă să obțină sponsorizări pentru skateboarding. Zeke aranjează ca ei doi să se dea cu skate-ul în "Tunelul Groazei" pentru a o impresiona pe vecina lui din Anglia, dar Luther abandonează când cei doi se ceartă. Când Zeke nu se mai întoarce din tunel, Luther merge să îl caute, și cei doi realizează că tunelul nu era cine știe ce. Zeke și Luther se împacă, primesc sponsorizare și skateboarduri noi. Notă: După cum s-a hotărât Disney Channel,episodul trebuia să se cheme Pilot sau episodul care prezintă anumite aspecte, lucru care se poate observa și din replicile pe care le au Zeke și Luther. Episoadele de genul ar putea fi numite "episodul 0" deoarece nu influențează cu nimic acțiunea serialului ci doar prezintă aspectele generale pentru ca telespectatorii să înțeleagă mai bine. Din anumite motive Disney Channel a hotărât ca episodul să fie trecut ca al 4-lea episod cu toate că acesta trebuia să fie episodul 1. |           |                                                   |                      |                |                    |                    |     |
| 5 | 5         | „Pelerina” „Cape Fear”                            | Gregory Hobson       | Matt Dearborn  | 13 iulie 2009      | 6 februarie 2010   | 104 |
| Zeke vrea propriul costum de marcă pentru skateboarding. Olivia se oferă voluntară să îi facă ceva, și îi dă o pelerină. Zeke se simte obligat să o poarte pentru că nu vrea să îi rănească sentimentele. Între timp, Ozzie îi copiază stilul lui Luther. Zeke eventual e forțat să îi spună adevărul Oliviei despre incidentul cu mașina de înghețată și Luther îi face lui Ozzie o cască proprie. |           |                                                   |                      |                |                    |                    |     |
| 6 | 6         | „Tabăra de Skateboarding” „Skate Camp”            | Roger Nygard         | Nick Stanton   | 20 iulie 2009      | 13 februarie 2010  | 112 |
| Băieții deschid o tabără de skateboarding care să îi încurajeze pe copii sa practice acest sport, la care și Ozzie s-a înrolat, nearătând mai deloc entuziasm. El își arată frica de a fi lovit. Zeke și Luther încearcă să îl facă să realizeze că a fi lovit este o parte din skateboarding. Între timp, Ginger și Lisa plănuiesc o competiție cu flauturile. Zeke îl ajută pe Ozzie să treacă peste frica lui, iar Ginger și Lisa se luptă pentru competiția lor. |           |                                                   |                      |                |                    |                    |     |
| 7 | 7         | „Rozătorul aducător de Noroc” „Luther Gets Lucky” | Sean McNamara        | Tom Burkhard   | 27 iulie 2009      | 20 februarie 2010  | 102 |
| Zeke și Luther încearcă să facă un film despre skateboarding după ce mama lui Kojo îi face fiului ei unul. Îl conving pe Garrett "Duhoare" Delfino, care e topit după Ginger, să îl filmeze, și fac un clip video grozav, dar rozătorul aducător de noroc al lui Luther, șobolanul numit Norocel, mănâncă banda în seara în care Zeke și Luther vor să prezinte filmul. Audiența pleacă, lăsândui umiliți. Zeke se enervează pe Luther și îl face să renunțe la toate talismanele sale norocoase. Zeke și Luther nu au terminat cu Norocel. Șobolanul e capturat de Salopetă și băieții merg să îl salveze deghizați în ninja. Apoi din noroc chior fac un clip video grozav, și Zeke îl lasă pe Luther să păstreze șobolanul. |           |                                                   |                      |                |                    |                    |     |
| 8 | 8         | „Competiția” „Cup Stacking”                       | Joe Menendez         | Matt Dearborn  | 3 august 2009      | 8 mai 2010         | 109 |
| Luther se preface că-l doare stomacul ca să îl înfrângă pe Johnny li ceapă la o competiție de cupe.El câștigă și se deghizează ca el.Între timp Zeke îl folosește pe Gheeret delfinul care și-a dat jos ghipsul ca să îl ajute să-l aducă înapoi pe Luther. |           |                                                   |                      |                |                    |                    |     |
| 9 | 9         | „Școala de vară” „Summer School”                  | Sean McNamara        | Devin Bunje    | 10 august 2009     | 9 mai 2010         | 106 |
| Zeke pică un test la algebră și trebuie să stea toată vara cu profesorul de algebră văzându-l pe Zeke cum se scarpină.Zeke îl provoacă la o cursă de skateboarding.Între timp Ginger îi cotrobăie prin lucrurile încuiate ale lui Leke iar Duhoare o lovește pe Ginger în nas și cu nachos din camionul care a făcut accident. |           |                                                   |                      |                |                    |                    |     |
| 10 | 10        | „Placa bântuita” „Haunted Board”                  | Savage Steve Holland | Boyd Hale      | 5 octombrie 2009   | 23 mai 2010        | 111 |
| Zeke și Luther găsesc o placă care le tot provoacă accidente.Ei vorbesc cu Will reparatorul de placa de skateboarding și le zice că placa se numește Ochiul Pisicii.Placa vrea să se întoarcă la bătrânul care se află la un cimitir.Între timp Ginger vinde bomboane că este Hallowenul iar Duhoare sperie clienții. |           |                                                   |                      |                |                    |                    |     |
| 11 | 11        | „Pungasul” „Road Trip”                            | Sean McNamara        | Tom Burkhard   | 19 octombrie 2009  | 22 mai 2010        | 103 |
| Zeke și Luther pleacă la favoritul lor skateboarder Tony Hawk .Zeke vrea să-l pună în camera lui dar se răzgândește să-l dea lui Luther că i-a dat lui Zeke dintele lui că s-a lovit de un hidrant.Între timp Ginger îi tot face capcane și farse lui Zeke cu Poochie. |           |                                                   |                      |                |                    |                    |     |
| 12 | 12        | „Liderul Luther” „Luther Leads”                   | Sean McNamara        | Bernie Ancheta | 26 octombrie 2009  | 29 mai 2010        | 107 |
| Zeke și Luther sărbătoresc cu o petrecere 10 ani de când se dau pe skateboard și credeau că Zeke s-a dat primul dar s-au uitat pe o casetă de-a gogoșeriei și de fapt Luther s-a dat primul pe skateboard și el era liderul,între timp Ginger a găsit o minge de golf de aur și Don a angajat-o dar a fost concediată deoarece s-a enervat foarte tare și a aruncat gogoașa,la sfârșitul episodului Ginger a găsit o altă minge și i-a dat-o lui Kojo și a zis că el a găsit-o și la angajat Don pe el. |           |                                                   |                      |                |                    |                    |     |
| 13 | 13        | „Trupa suflet pereche” „Soul Bucket”              | Roger Nygard         | Jason Jordan   | 2 noiembrie 2009   | 30 mai 2010        | 113 |
| Este ziua bunicii lui Luther și acesta o minte că este într-o trupă înființată de el numită Suflet pereche.Când Zeke aude despre poanta făcută și că trebuie să cânte și el se duce să-i spună adevărul dar până la urmă acceptă.Între timp Ginger se ceartă cu Pochie pentru că are ticul cu YEY și își caută o prietenă.La petrecere Luther dansează și își scapă pantoful peste casetofon.Pentru a se revanșa, bunica face ski-nautic sau mai bine zis skate-street.Totul e bine când se termină cu bine. |           |                                                   |                      |                |                    |                    |     |
| 14 | 14        | „Dragoste de frate” „(Not My Sister's Keeper”     | Joe Menendez         | Matt Dearborn  | 9 noiembrie 2009   | 24 iulie 2010      | 114 |
| Este un concurs de ținut mâinile pe plăci iar Zeke și Luther participă dar totul ia o întorsătură când părinții lui Zeke și Ginger trebuie să plece pentru că naște o mătușă iar Zeke trebuie să aibă grijă de sora sa și trebuie să fie la concurs așa că îl pune pe Ozzie să aibă grijă de ea jucând în rolul lui.La gogoșerie apar doi frați care le pune obstacole dar Zeke îi păcălește și sunt descalificați.Seara Zeke este pus să aleagă între concurs și Ginger dar sunt prinși de frații ciudați dar ce era rău trebuia să fie și mai rău pentru că ei cred că Ginger e în pericol dar nu era.Episodul se sfârșește cu Kojo ținând un discurs lung cu mulțumirile sale. |           |                                                   |                      |                |                    |                    |     |
| 15 | 15        | „Fraierii pe Role” „Rollerdorks”                  | Joe Menendez         | Tom Burkhard   | 16 noiembrie 2009  | 25 iulie 2010      | 115 |
| Zeke și Luther sunt puși să lupte împotriva fraierilor pe role dar Luther abandonează echipa pentru că se îndrăgostește de o fraieră pe role.Ginger vrea să se răzbune pe fratele ei.Totul se termină cu bine. |           |                                                   |                      |                |                    |                    |     |
| 16 | 16        | „Concursul” „Crash Dummies”                       | Gregory Hobson       | Jason Jordan   | 16 noiembrie 2009  | 01 august 2010     | 116 |
| Zeke și Luther fac o cascadorie la scări și spun că trăiesc în zona fără frică.Cei doi concurează împotriva unui tip pe nume Gașcă iar în prima ediție a emisiunii câștigă Gașca cât și Zeke și Luther.Concurenții trebuie să facă o cascadorie mai mare așa că Zeke și Luther își umple hainele cu aer și zboară că și-au pus chiar și viețile în pericol.Între timp Ginger Pochie și Duhoare plănuiesc o petrecere surpriză de ziua lui Ginger dar ea vrea să impresioneze un băiat chipeș dar nu reușește și primește cadou de la Duhoare o jucărie.Până la urmă Zeke și Luther aterizează cu bine și câștigă premiul cel mare:o mașină de înghețată. |           |                                                   |                      |                |                    |                    |     |
| 17 | 17        | „Baiatul aventuros” „Adventure Boy”               | Gregory Hobson       | Boyd Hale      | 30 noiembrie 2009  | 13 septembrie 2010 | 117 |
| Zeke speră ca Olivia să nu se îndrăgostească de un tip de la televizor. Între timp, Luther are grijă de un câine pe nume Rufus, care cauzează probleme, fără să știe că lista pe care a utilizat-o este de fapt pentru stăpânul lui în vârstă Bernie, Luther crezând că Bernie este numele câinelui. |           |                                                   |                      |                |                    |                    |     |
| 18 | 18        | „Robotul” „I, Skatebot”                           | Savage Steve Holland | Nick Stanton   | 4 ianuarie 2010    | 14 septembrie 2010 | 118 |
| Domnul Fritzle deține magazinul de electronice,iar ușa lui dă înspre rampă.El a chemat poliția,dar au scăpat și tot au venit la rampă.Fritzle s-a enervat rău așa că construiește un robot să-i distrugă pe skateboarderi,dar robotul a luat-o razna.Ozzie îi echipează pe Zeke & Luther ca să se lupte cu robotul,nu au reușit,iar Luther a adus o doză care a păstrat-o doi ani.Tot agitând-o o pune pe robot,iar el strânge de ea și explodează în flăcări.De acum înainte Zeke și Luther s-au înțeles bine cu el și sunt lăsați la rampă. |           |                                                   |                      |                |                    |                    |     |
| 19 | 19        | „Legea si skatebordingul” „Law and boarder”       | Matt Dearborn        | Danny Warren   | 18 ianuarie 2010   | 16 septembrie 2010 | 119 |
| Legea impusă de Ginger că skatebordingul este interzis îl enervează rău pe Zeke, așa că târziu își dă seama că de fapt Salopetă e de vină cu totul în afară de skatebording, așa că se aliază cu Ginger,Luther și Kojo și îl învinuiește pe Salopetă.În final totul a revenit la normal. |           |                                                   |                      |                |                    |                    |     |
| 20 | 20        | „O problema paroasa” „A very hairy problem”       | Savage Steve Holland | Steven Judd    | 25 ianuarie 2010   | 15 septembrie 2010 | 120 |
| Când Zeke este acceptat să joace în rolul unei maimuțe cascador, el primește bătaie la filmări.Între timp Luther se întâlnește cu maimuța vedetă,Sammy care scapă din rulotă și ajunge acasă la Luther.Speriati,Luther solicită ajutorul bunicii pentru a duce maimuța la habitat dar maimuța voia la un fast-food. |           |                                                   |                      |                |                    |                    |     |
| 21 | 21        | „Echipa de skate” „Skate squad”                   | Matt Dearborn        | Matt Dearborn  | 1 februarie 2010   | 17 septembrie 2010 | 121 |
| Zeke, Luther, Kojo și Ozzie își unesc forțele și fac o echipă de skate pentru că au mari dificultăți la orele de educație fizică.Directoarea școlii îi sugerează lui Zeke că ar trebui să se facă o competiție de skate.După antrenamente, băieții cedează din toate punctele de vedere mai ales Kojo care se îndrăgostește de o majoretă pe nume Monica.Echipa Ciocănitoarelor au o armă cu care câștigă adică Luther.Aproape că pierdeau, Luther și-a dat toate forțele și astfel echipa câștigă.Așa se termină primul sezon al serialului Zeke and Luther. Acum așteptăm sezonul doi. |           |                                                   |                      |                |                    |                    |     |

## Sezonul 2: 2011
- Hutch Dano si Adam Hicks sunt prezenti in toate episoadele
- Daniel Curtis Lee este absent in cinci episoade.
- Ryan Newman este absenta in patru episoade.

| # | # / Sezon | Titlu                                                                               | Regizat de           | Scris de                       | Premieră Originală | Premieră, România | Cod     |
| --- | --------- | ----------------------------------------------------------------------------------- | -------------------- | ------------------------------ | ------------------ | ----------------- | ------- |
| 22 | 1         | „Zeke sare peste rechin” „Zeke jumps the shark”                                     | Eyal Gordin          | Tom Burkhard                   | 15 martie 2010     | 26 martie 2011    | 201     |
| Zeke decide sa sara peste marele alb spre bucuria lui Ginger care isi cauta un nou frate.Dupa cosmarul avut, Zeke devine fricos fata de cum este de obicei. La locul evenimentului i se desface siretul si ii spune lui Luther sa astepte, dar el nestiind ce sa faca calca acceleratia, iar Zeke reuseste sa sara peste rechin. Nota: In America acest episod este episodul 1 al acestui sezon. |           |                                                                                     |                      |                                |                    |                   |         |
| 23 | 2         | „Cocostarcul de Gogoasa” „Tall Stack of Waffles”                                    | Joe Menendez         | Tom Burkhard                   | 22 martie 2010     | 19 martie 2011    | 204     |
| Crezând că a crescut cu 2 metri înălțime, Luther renunță la placă spre disperarea lui Zeke, acesta căutând pe internet o cale de a-l încuraja pe fratele său. Cascadoria făcută de motociclistul gras eșuează dar îi dă curaj lui Luther. Zeke și Luther află că i s-a pus diagnosticul greșit și Ginger i-a băgat hainele lui Luther la apă caldă făcându-se mici, iar cei 2 au o problemă la posterior. |           |                                                                                     |                      |                                |                    |                   |         |
| 24 | 3         | „Imaginarii” „Airheads”                                                             | Gregory Hobson       | David Regal                    | 19 martie 2010     | 19 martie 2011    | 205     |
| Având prea multe accidente la rampe, Zeke și Luther găsesc un nou hobby ca să își recapete forța de a se da cu placa așa că alături de Kirby, Kojo și Ozzie, înființează o trupă de rock imaginară. Între Zeke și Luther este un conflict, iar Zeke abandonează trupa. Între timp Ginger și Poochie fac plăcinte pentru concursul care avea loc în scurt timp și se ceartă și ele. Luther dă greș serios cu trupa lui, iar Zeke nu suportă să vadă cum fratele lui o dă în bară, acesta reparând greșeala, iar cei doi renunță la trupă și își continuă visul. |           |                                                                                     |                      |                                |                    |                   |         |
| 25 | 4         | „Luther dezlantuitul” „Luther Unleashed”                                            | Eyal Gordin          | Matt Dearborn                  | 5 aprilie 2010     | 2 aprilie 2011    | 202     |
| Ozzie modifică o poză cu Luther, iar acesta se enervează rău. Între timp Zeke și Ginger au un război serios pentru că Ginger i-a luat toate hainele lui Zeke. Bătălia a avut loc în sala de sport unde Luther îl lasă pe Ozzie să câștige făcându-l de neoprit și pornindu-se o îmbârligătură. |           |                                                                                     |                      |                                |                    |                   |         |
| 26 | 5         | „Batranul Ruginit” „Old Nasty”                                                      | Joe Menendez         | Bernie Ancheta                 | 12 aprilie 2010    | 9 aprilie 2011    | 207     |
| Bătrânul Ruginit nu poate fi terminat fără Deuce. Ginger văzându-l s-a îndrăgostit pe loc de el, făcându-l pe Luther să creadă că ea este cyborg. Când Zeke îi spune lui Ginger că lui Deuce îi plac lucrurile extreme, o face să încerce Bătrânul Ruginit care din păcate cade peste Deuce, iar Ginger îl părăsește. |           |                                                                                     |                      |                                |                    |                   |         |
| 27 | 6         | „Lovitura Dubla” „Double Crush”                                                     | Savage Steve Holland | Matt Dearborn                  | 3 mai 2010         | 16 aprilie 2011   | 208     |
| După ce se îndrăgostesc de Dani, Zeke și Luther se luptă pentru a câștiga dragostea dar nu reușesc decât să-i înșele încrederea fetei. |           |                                                                                     |                      |                                |                    |                   |         |
| 28 | 7         | „Să-i Prindem Pe Frații Plunk” „Plunk Hunting”                                      | Joe Menendez         | Tom Burkhard                   | 10 mai 2010        | 23 aprilie 2011   | 203     |
| Frații Plunk creează un nou scandal între ei și Zeke și Luther. După ce Luther cade peste un șurub are mari dureri la posterior fiind arma secretă cu care va recupera peruca bunicii Gogoașă. |           |                                                                                     |                      |                                |                    |                   |         |
| 29 | 8         | „Prietenul lui Kojo” „Kojo's BFF”                                                   | Eyal Gordin          | Jason Jordan                   | 17 mai 2010        | 04 Iunie,2011     | 209     |
| Un faimos skater este plătit de Kojo să-i fie prieten, iar Zeke și Luther știu.La concurs, vedeta le provoacă necazuri, iar Luther își pierde concentrarea din cauza unei banane uriașe, banana fiind un ghicitor.În final Zeke și Luther câștigă competiția, iar Kojo rupe legătura cu vedeta. |           |                                                                                     |                      |                                |                    |                   |         |
| 30 | 9         | „O noapte stranie” „One strange night”                                              | Eyal Gordin          | Devin Bunje & Nick Stanton     | 24 mai 2010        | 11 Iunie,2011     | 210     |
| Pentru petrecerea dedicată lui Tony Hawk, Zeke și Luther îl invită și pe Kirby, dar în timpul nopții mănâncă înghețată cu sirop de la Kojo și își pierd mințile, dar îl pierd și pe Kirby.Dimineața își dau seama de cele întâmplate și într-un final îl găsesc. |           |                                                                                     |                      |                                |                    |                   |         |
| 31-32 | 10-11     | „Luther Gogoașă și Skateboardul destinului” „Luther Waffles and Skateboard of Doom” | Roger Nygard         | Tom Burkhard & Matt Dearborn   | 21 iunie 2010      | VFA               | 211-212 |
| Descrierea se va adăuga după ce are loc premiera în România, pentru a nu dezvălui detalii ce pot dăuna audienței / profitului postului TV. |           |                                                                                     |                      |                                |                    |                   |         |
| 33 | 12        | „Zeke Chircitul,Luther Dansatorul” „Crouching Zeke,Dancing Luther”                  | Savage Steve Holland | Jason Jordan                   | 28 iunie 2010      | 02 Iulie,2011     | 213     |
| Zeke visează că face o cascadorie, dar în realitate nu reușește. Cu ajutorul poștașului, Zeke va reuși să afle că are putere și încredere dar nu și-a dat seama. Între timp, Luther are cursuri de dans. |           |                                                                                     |                      |                                |                    |                   |         |
| 34 | 13        | „Luther Gogoasa:Politist si skater” „Luther Waffles:Skate Cop”                      | Savage Steve Holland | Bernie Ancheta                 | 5 iulie 2010       | 06, August 2011   | 214     |
| Luther se angajează în poliție spre bucuria lui Zeke pentru că pot mânca gogoși pe gratis.Între timp Ginger are probleme cu Duhoare deoarece ea nu este îndrăgostită de el.Zeke își uită piesa de la placă în curtea ofițerului dând crezare tuturor că el este vinovat pentru golirea piscinii.Totul a fost o greșeală,iar Zeke scapă. |           |                                                                                     |                      |                                |                    |                   |         |
| 35 | 14        | „Comoara” „Treasure”                                                                | Rick Weis            | Tom Burkhard                   | 12 iulie 2010      | 13 august 2011    | 217     |
| Zeke și Luther caută o comoară. Când o găsesc, află și Ginger, Kojo și Don, iar cei 5 luptă pentru bani găsiți după 15 ani, dar Zeke decide să doneze banii în scopuri caritabile. |           |                                                                                     |                      |                                |                    |                   |         |
| 36 | 15        | „Omul racheta” „Rocket men”                                                         | Gregory Hobson       | Devin Bunje & Nick Stanton     | 19 iulie 2010      | 20 august 2011    | 216     |
| Zeke și Luther vor a apărea într-o revistă pentru skateri și cu ajutorul lui Salopetă, vor reuși. |           |                                                                                     |                      |                                |                    |                   |         |
| 37 | 16        | „Placa din clasa” „Board in class”                                                  | Gregory Hobson       | David Regal                    | 26 iulie 2010      | 27 august 2011    | 215     |
| Carl vrea să-i lase corijenți pe Zeke și Luther la ora de tâmplărie, însă Dădaca pleacă într-o excursie, iar Carl are dureri de spate, norocul lui fiind lucrarea făcută de Zeke și Luther, o placă uriașă. Între timp, Ginger și Poochie fac o gamă nouă de cereale. |           |                                                                                     |                      |                                |                    |                   |         |
| 38 | 17        | „Eroi locali” „Local heroes”                                                        | Millicent Shelton    | David Regal                    | 9 august 2010      | 01 octombrie 2011 | 220     |
| Zeke și Luther sa angajează la magazinul de jocuri al lui Brad, dar Zeke și Luther cad în plasa unui non-jaf crezând că e jaf, așa că îi cer ajutorul lui Ozzie dar până la urmă sunt jefuiți cu adevărat, dar hoțul a fost prins de Zeke și Luther. Între timp Ginger încearcă să ia o jucărie de pluș de la Don's Donut. |           |                                                                                     |                      |                                |                    |                   |         |
| 39 | 18        | „Super Skater” „Super Shredder”                                                     | John Putch           | David Rothenberg & David Regal | 16 august 2010     | 08 octombrie 2011 | 222     |
| Spintecătorul vrea o nouă identitate, cu ajutorul lui Zeke și Luther, devine Super Skater |           |                                                                                     |                      |                                |                    |                   |         |
| 40 | 19        | „Fratele mai mic, problemele mai mari” „Little bro,Big trouble”                     | Millicent Shelton    | Tom Burkhard                   | 23 august 2010     | 15 octombrie 2011 | 219     |
| Roy este fratele mai mic al lui Luther care vede viața în jocurile video, iar Zeke și Luther îi vor arăta ce este viața reală și cum sunt frații Plunk. |           |                                                                                     |                      |                                |                    |                   |         |
| 41 | 20        | „Luther-Robotul” „Robo-Luth”                                                        | John Putch           | Devin Bunje & Nick Stanton     | 18 octombrie 2010  | 22 octombrie 2011 | 221     |
| Luther are din naștere un genunchi ca al unui robot, așa el se crede super erou. La Gaura Neagră, Luther trebuie să aleagă între Zeke și posibilă carieră și îl alege pe Zeke salvându-l de la moarte. |           |                                                                                     |                      |                                |                    |                   |         |
| 42 | 21        | „Lista Fratilor” „The Bro list”                                                     | Matt Dearborn        | Jessica Glassberg              | 25 octombrie 2010  | 12 noiembrie 2011 | 225     |
| Zeke și Luther și-au făcut o listă cu diferite lucruri de făcut inclusiv marea întâlnire cu celebrul Tony Hawk. Luther grăbește însă lucrurile pentru că se mută, însă ei se întâlnesc cu Tony în clipa în care ei se dădeau bătuți. Notă:Star Invitat Special:Tony Hawk ca himself |           |                                                                                     |                      |                                |                    |                   |         |
| 43 | 22        | „Frații de cruce la Seoul” „Seoul Bros”                                             | Gregory Hobson       | Devin Bunje & Nick Stanton     | 1 noiembrie 2010   | 18 noiembrie 2011 | 206     |
| Zeke și Luther dau nas în nas cu Max Randoll, cel mai mare manager de skateri. Așa ajung ei în Seoul, dar Luther dă totul peste cap la premierea reclamei coreene. |           |                                                                                     |                      |                                |                    |                   |         |
| 44 | 23        | „Mingea din gunoi” „Ball of trash”                                                  | Matt Dearborn        | Matt Dearborn                  | 8 noiembrie 2010   | 29 decembrie 2011 | 218     |
| Zeke și Luther strâng gunoaie până fac o minge uriașă care cade pa mâini greșite și murdărește plaja. Cei 2 fac tot posibilul să strângă gunoiul. |           |                                                                                     |                      |                                |                    |                   |         |
| 45 | 24        | „Mocirla” „Sludge”                                                                  | Eyal Gordin          | Bernie Ancheta & Jason Jordan  | 15 noiembrie 2010  | 02 decembrie 2011 | 223     |
| Zeke este vizitat de verișoara lui, Mia, dar Kojo se îndrăgostește de ea. |           |                                                                                     |                      |                                |                    |                   |         |
| 46 | 25        | „Zboară ca vântul” „Goin' Zoomin”                                                   | Eyal Gordin          | Tom Burkhard                   | 22 noiembrie 2010  | 21 decembrie 2011 | 224     |
| Zeke și Luther fac contracte cu o firmă care nu le face plăci pe placul lor, așa că renunță și fac contracte cu firma Riot. |           |                                                                                     |                      |                                |                    |                   |         |
| 47 | 26        | „Frate-ho-ho” „Bro-Ho-Ho”                                                           | Matt Dearbon         | Matt Dearbon                   | 6 decembrie 2010   | VFA               | 226     |
| Moș Crăciun are un accident, așa că marea sarbatoare trebuie salvată de Zeke și Luther care își doresc o marcă bine vândută de plăci, așa că prin Kirby vor reuși, dar vor învăța ce este să primești și să dăruiești? Între timp Ginger strânge bani pentru spa, dar va învăța și ea ce înseamnă de fapt Crăciunul? Așa se termină al doilea sezon. Îl așteptăm pe al treilea. |           |                                                                                     |                      |                                |                    |                   |         |

## Sezonul 3: 2011-2012
On 2 august 2010, it was announced that Zeke and Luther has been renewed for a third season. It premiered on 28 februarie 2011.